# Роздольне (Самарський район)
Роздо́льне (каз. Раздольное) — село у складі Самарського району Східноказахстанської області Казахстану. Входить до складу Миролюбовського сільського округу.
Населення — 209 осіб (2021; 388 у 2009, 511 у 1999, 576 у 1989).
Національний склад станом на 1989 рік:
- росіяни — 46 %
- казахи — 41 %